# Kadov u Sněžného

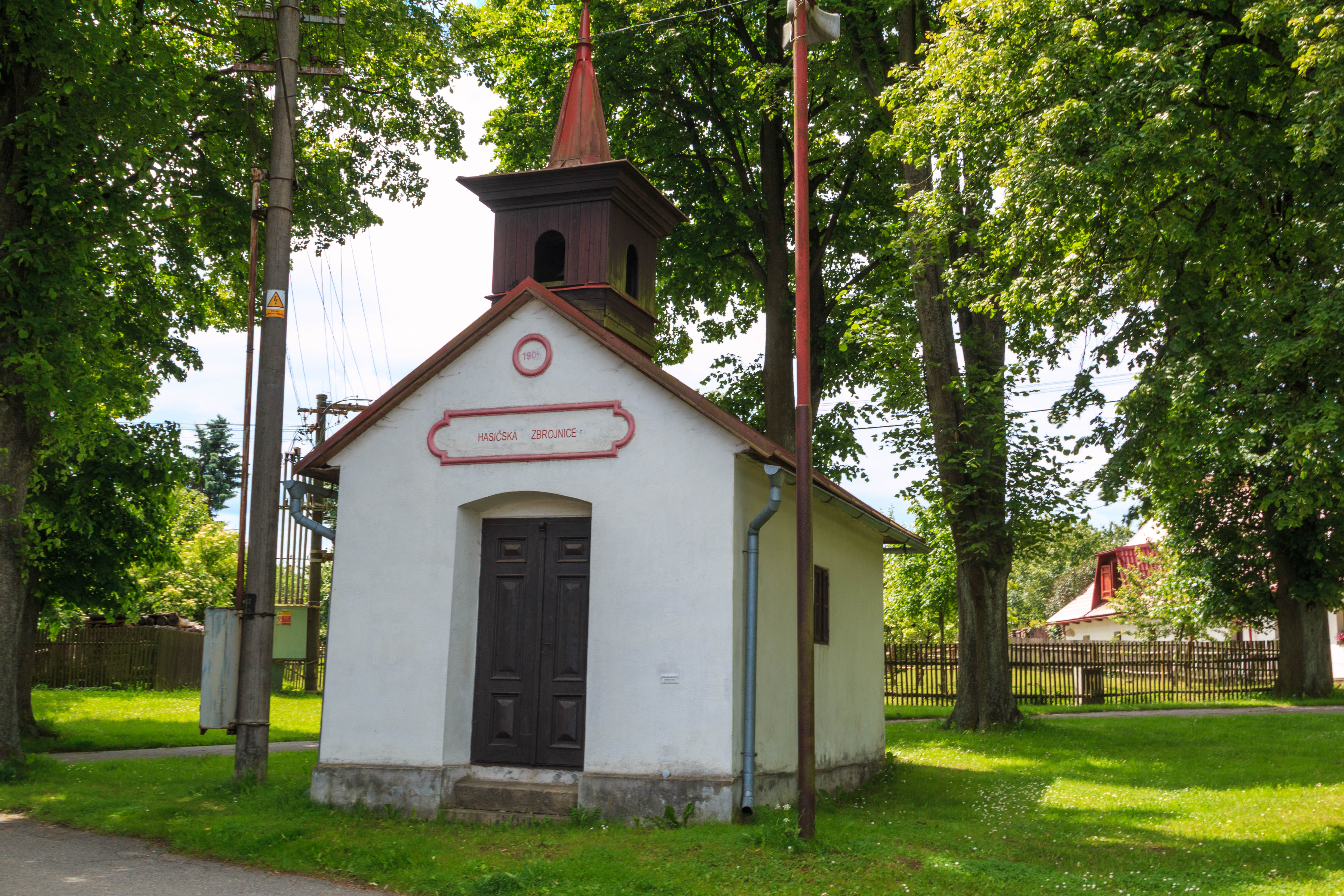
Kapelle

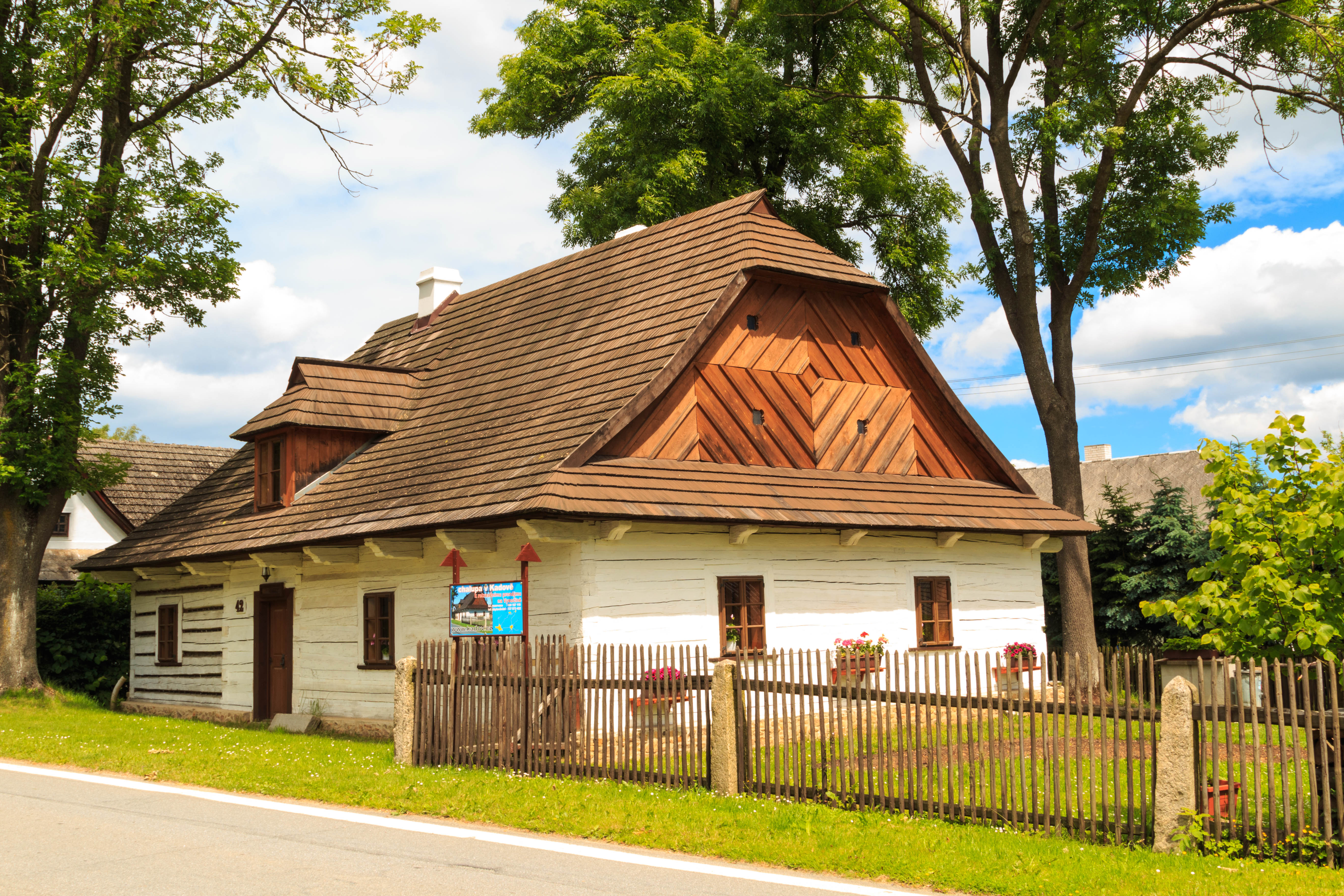
Bauernhaus

Kadov (deutsch Kadau, älter auch Kodau) ist eine Gemeinde in Tschechien. Sie liegt acht Kilometer nördlich von Nové Město na Moravě und gehört zum Okres Žďár nad Sázavou.

## Geographie
Kadov befindet sich im Süden der Saarer Berge unterhalb der Einmündung der Medlovka im Tal der Fryšávka. Nördlich erhebt sich die Teplá (782 m), im Osten der Klobouk (685 m), südlich die Pasecká skála (Hoher Fels, 819 m) und der Kopeček (822 m).
Nachbarorte sind Samotín im Norden, Blatiny und Krátká im Nordosten, Vříšť und Kuklík im Osten, Chobotský Dvůr im Südosten, Studnické Paseky, Studnice, U Hájenky und Rokytno im Süden, Podmedlovský Mlýn, Medlov und Kadůvek im Südwesten, Fryšava pod Žákovou horou im Westen sowie Fryšavské Hájenky und Blatky im Nordwesten.

## Geschichte
Die erste schriftliche Erwähnung eines auf dem Platz Na Kadowie bei Fryšava befindlichen und aus sechs Anwesen bestehenden Sennerdorfes und der umliegenden Weiden erfolgte 1587 bei der Taxation der Herrschaft Neustadtl durch Jan und Maximilian von Pernstein. Diese Siedlung befand sich auf halbem Wege zwischen Fryšava und dem heutigen Kadov zwischen der Straße und der Fryšávka. Möglicherweise befand sich dort zuvor schon ein Dorf Kadowie, das im 14. Jahrhundert erlosch. Wilhelm Dubský von Třebomyslice, der die Herrschaft von den Brüdern von Pernstein gekauft hatte, verlor den Besitz 1624 wegen seiner Beteiligung am böhmischen Ständeaufstand.
Simon Kratzer von Schönsberg, der die Herrschaft Neustadtl 1638 von den Dietrichstein pachtete, hatte große Pläne zur Erschließung der Eisenerzlagerstätten in den Saarer Bergen, die er nicht mehr verwirklichen konnte. Er wurde 1645 von den Schweden beim Angriff auf Neustadtl erschossen. Sein Sohn Franz Maximilian setzte das väterliche Werk fort und ließ zwischen 1646 und 1651 an der Stelle des heutigen Ortes einen Hochofen anlegen. 1660 entstand ein zweiter Hochofen, der wahrscheinlich bei Podmedlovský Mlýn stand. Um den Kadauer Hochofen entwickelte sich eine Ansiedlung von Hüttenleuten. 1656 wurde das Dorf Kadau im Hufenregister der Herrschaft Neustadtl erstmals aufgeführt. Zum Hochofenbetrieb gehörten Frischfeuer in Kuklík, Vříšť und Líšná. Ab 1741 ist auch in Kadau ein Frischfeuer nachweislich, weitere entstanden in Křižánky und Milovy. Die Aufsicht über die Eisenhütte hatte die Schichtmeisterei in Wrzischt (Vříšť). In der Kadauer Hütte wurden u. a. eiserne Säulen, Rohre und Dachplatten gegossen. Weiterhin wurden in der Zeit von 1685 bis 1699 in Kadau Kugeln und Granaten für die Artillerie gegossen. Daneben gehörten auch Kunstgegenstände wie Kruzifixe, Ringe, Armbänder, Ohrringe und Tafelgeschirr zu den Produkten. Die Kadauer Eisenhütte wurde im 18. Jahrhundert zur zweitgrößten in Mähren. 1783 kamen 18 % der mährischen Eisenproduktion aus Kadau. 1848 beschäftigte die Hütte 80 Arbeiter.
Zwischen 1720 und 1727 entstand der herrschaftliche Josefhof, auf dessen Fluren später Kaduwek angelegt wurde. Die aus einer Brettsäge und Wassermühle bestehende Podmedlauer Mühle wurde 1723 errichtet. Das erste Ortssiegel stammt aus dem Jahre 1749. 1760 wurde die Kadauer Mühle als Wassermühle an der Fryšávka angelegt. Bis 1848 blieb Kadov immer der Herrschaft Neustadtl untertänig.
Nach der Aufhebung der Patrimonialherrschaften bildete Kadov mit dem Ortsteil Krátká ab 1850 eine Gemeinde im politischen Bezirk Neustadtl.
1860 lebten in der Gemeinde etwa 750 Menschen. Krátká löste sich 1870 los und bildete eine eigene Gemeinde.
In der zweiten Hälfte des 19. Jahrhunderts setzte der Niedergang der Kadauer Eisenwerke ein. 1864 wurde die Schichtmeisterei von Wrzischt nach Kadau verlegt. Zehn Jahre später erfolgte die Stilllegung der Eisenhütte.
1949 wurde die Gemeinde dem Okres Žďár nad Sázavou zugeordnet. 1976 verlor Kadov seine Eigenständigkeit und war bis 1990 ein Ortsteil von Sněžné. Kadov ist heute ein Erholungs- und Wintersportort. Zwischen 1969 und 1988 wurden jährlich Wettkämpfe im Skilanglauf ausgetragen, zu deren Teilnehmerfeld namhafte Läufer gehörten. Im Gasthaus wird der Likör Kadovánek hergestellt.

## Gemeindegliederung
Für die Gemeinde Kadov sind keine Ortsteile ausgewiesen. Zu Kadov gehören die Ansiedlung Kadůvek (Kaduwek) und die Einschichten Podmedlovský Mlýn (Podmedlauer Mühle) und Kadovský Pila (Kadauer Mühle).

## Sehenswürdigkeiten
- Naturdenkmal Pasecká skála
- Gedenkkreuz an der Stelle der Eisenhütte
- Säule an der Straße nach Herálec am Abzweig zu den Devět skal, anstelle der 1994 gestohlenen 180 kg schweren gusseisernen Säule wurde 2002 eine Nachbildung aus Beton aufgestellt. Einer Legende zufolge einigten sich die Räte von Herálec und Kadov bei einem Streit um die Katastergrenzen beider Orte darauf, diese dort festzulegen, bis wohin der Hüne Honza von Bříště die in Kadov gegossene Säule trug. Wahrscheinlich hätte er sie bis Herálec getragen, jedoch befielen ihn starke Leibschmerzen, so dass er die Säule auf halbem Wege in den Wald warf.
- Chaluppen in Volksbauweise
- Spritzenhaus mit Glockenturm
- Denkmal für T.G. Masaryk aus dem Jahre 1928